# Deus ex machina

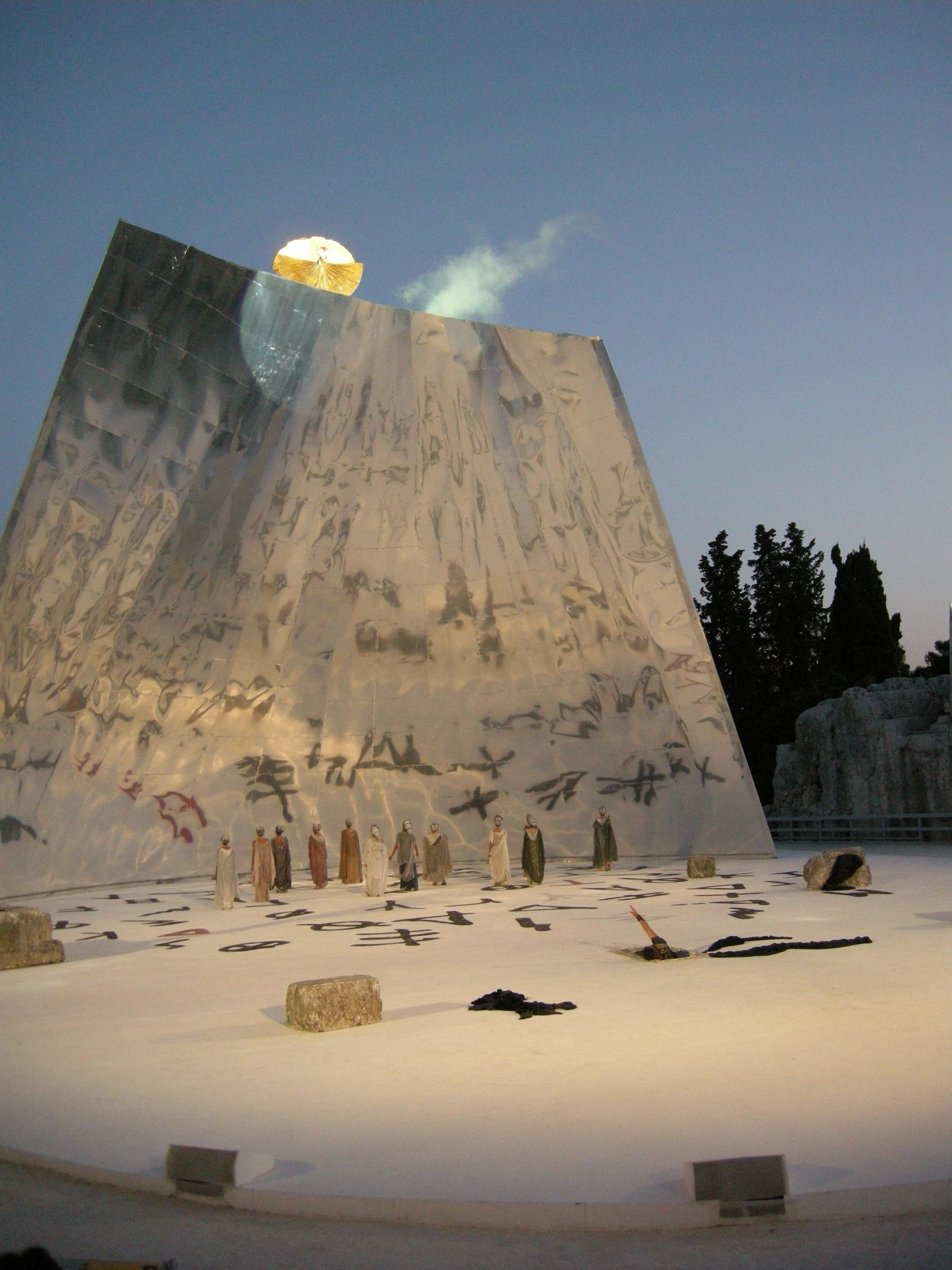
Deus ex machina en la tragèdia Medea d'Eurípides (2009, Siracusa, Itàlia)

Deus ex machina és una expressió llatina que significa «déu sorgit de la màquina», traducció de l'expressió lingüística grega «απó μηχανῆς θεóς» (apó mekhanés theós). Té el seu origen en el teatre grec i el romà, en el moment que una grua (machina) introdueix una deïtat (deus) provinent de fora de l'escenari per resoldre una situació.

## Eldeus ex machinaen el teatre antic
Eurípides fou sovint criticat per emprar amb molta freqüència aquest recurs. Més de la meitat de les seves tragèdies l'inclouen en el desenllaç final, fins al punt que alguns crítics creien que la grua era una invenció d'aquest tràgic. Per exemple, en Alcestis, l'heroïna epònima és salvada in extremis de l'Hades per Hèracles (que apareix en una grua) o bé Medea, traslladada al final de l'obra per un deus ex machina. En Les tesmofòries, Aristòfanes parodia l'ús excessiu del recurs fent aparèixer a escena el mateix Eurípides per mitjà d'una grua.
Aristòtil critica aquest recurs en la Poètica, car, afirma, la resolució del problema ha de sorgir internament, sense necessitat d'elements externs. —Aristòtil, Poètica. (1454a33-1454b9).

## Resolució de guió
Actualment, s'empra per a referir-se a un element extern que soluciona una història sense tenir en compte la seva lògica interna.
Des del punt de vista de l'estructura d'un guió, Deus ex Machina fa referència a qualsevol esdeveniment que ve imposat per necessitats del mateix guió, per mantenir el que s'espera des d'un punt de vista interessat ja sigui de la comercialitat, de l'estètica o qualsevol altre factor, que repercuteix en una falta de coherència interna.
No és necessari investigar gaire en els guions per trobar exemples de Deus ex Machina. Ja sigui l'arribada de l'heroi en l'últim moment, la inesperada càrrega de cavalleria, l'eclipsi afortunat, o la sorprenent estultícia del malvat perdent el temps a explicar els plans als protagonistes, és molt difícil evitar l'aparició d'aquests elements. El motiu en general és simple: en molts guions, la trama és el fil primari de creació al qual s'han d'adaptar tots els altres elements.
El principal problema d'aquest tipus d'esdeveniments és que, quan es percep la falta de coherència interna, es pot produir incomoditat, ja sigui entre lectors, espectadors o jugadors, depenent de l'obra. La quantitat justa de causalitat imposada per la narració és un ingredient difícil de tenir en compte pel guionista: per un costat, és un mètode fàcil per aconseguir la trama desitjada, però per l'altre, pot fer que el conjunt no resulti creïble, quedi "forçat", o esdevingui surrealista.

## Utilització com a títol
- Deus ex machina, títol d'un curtmetratge francès de l'any 1994 dirigit per Vincent Mayrand.
- A la pel·lícula Donnie Darko, el protagonista utilitza l'expressió en un dels conflictes del desenllaç.
- També s'ha citat en videojocs como és el cas de Deus Ex,
- En el manga i anime Mirai Nikki com el déu, Deus Ex Machina, que crea el joc de supervivència.
- En Advance wars dual strike amb el CO power de Von bolt (Ex Machina), o
- En la televisió, com el capítol Deus ex Machina de la primera temporada de la sèrie Lost, o
- El capítol Ex Deus Machina de la novena temporada de Stargate SG-1.
- En un videojoc de Warhammer 40000, l'organització Adeptus Mechanicus predica una religió coneguda com el culte a la màquina, el seu déu és un Déu Màquina.
- L'últim episodi de la sèrie d'anime "Ergo Proxy" porta el títol de "Deus Ex Machina".
- 'Ex Machina', còmic per a adults de l'editorial DC Comics, creat per Brian K. Vaughan i Tony Harris.
- La segona part de la pel·lícula d'animació per ordinador Appleseed que es titula 'Ex-Machina'.
- En el videojoc mechassault 2: Lone Wolf, l'última missió es titula deus ex machina.
- Ex_Machina, pel·lícula d'Alex Garland (2015), sobre la creació d'un robot femení amb intel·ligència artificial.

## Cites musicals
- La banda Smashing Pumpkins en el seu disc conceptual "MACHINA II" té una cançó titulada 'Le Deux Machina'.
- També és una famosa cançó del grup de rock visual Moi dix Mois del disc "Beyond the Gate".
- Per altra part, la banda creadora del sid metal, Machinae Supremacy, va titular Deus Ex Machinae el seu disc de debut.
- Liv Kristine (Ex-Theatre Of Tragedy) va gravar el seu primer àlbum titulat Deux Ex Machina amb una cançó del mateix nom.